# ملعب دي جوسيلت
ملعب دي جوسيلت (تنطق بالهولندية: [də ˈɣøːsəlt]) هو ملعب متعدد الاستخدامات في ماستريخت، هولندا. يتم استخدامه حاليًا في الغالب لمباريات كرة القدم وهو الملعب الرئيسي لنادي إم في في ماستريخت. املعب تم بناؤه عام 1961 وكان يضم في البداية 18000 مقعداً، لكن بعد تجديد شامل في الثمانينيات والتسعينيات، تم تخفيض السعة إلى 10000 مقعد.
خضع الملعب للعديد من التجديدات منذ افتتاحه. كانت أول عمليات التجديد الرئيسية في الثمانينيات هي إزالة مضمار الجري حول الملعب والمدرجات. بالإضافة إلى ذلك، تم إعادة تدوير العشب 90 درجة. في بداية العقد الأول من القرن الحادي والعشرين، تم إغلاق زوايا الملعب وتم تحويل آخر منطقة للوقوف إلى منطقة جلوس. في زوايا الملعب وخلف المدرجات توجد مباني للمكاتب استقرت فيها الشركات.